# Culicicapa helianthea
Culicicapa helianthea là một loài chim trong họ Stenostiridae.